# Sarroca de Lleida
Sarroca de Lleida  ist eine katalanische Gemeinde (Municipio) mit 381 Einwohnern (Stand: 2024) in der Provinz Lleida im Nordosten Spaniens. Sie ist Teil der Comarca Segrià. 

## Geographie
Sarroca de Lleida liegt etwa 17 Kilometer südsüdwestlich vom Stadtzentrum von Lleida in einer Höhe von ca. 200 m. 

## Einwohnerentwicklung
| 1900 | 1930 | 1950 | 1970 | 1981 | 1991 | 2001 | 2011 | 2021 |
| ---- | ---- | ---- | ---- | ---- | ---- | ---- | ---- | ---- |
| 877  | 865  | 759  | 621  | 529  | 501  | 462  | 433  | 357  |

## Sehenswürdigkeiten

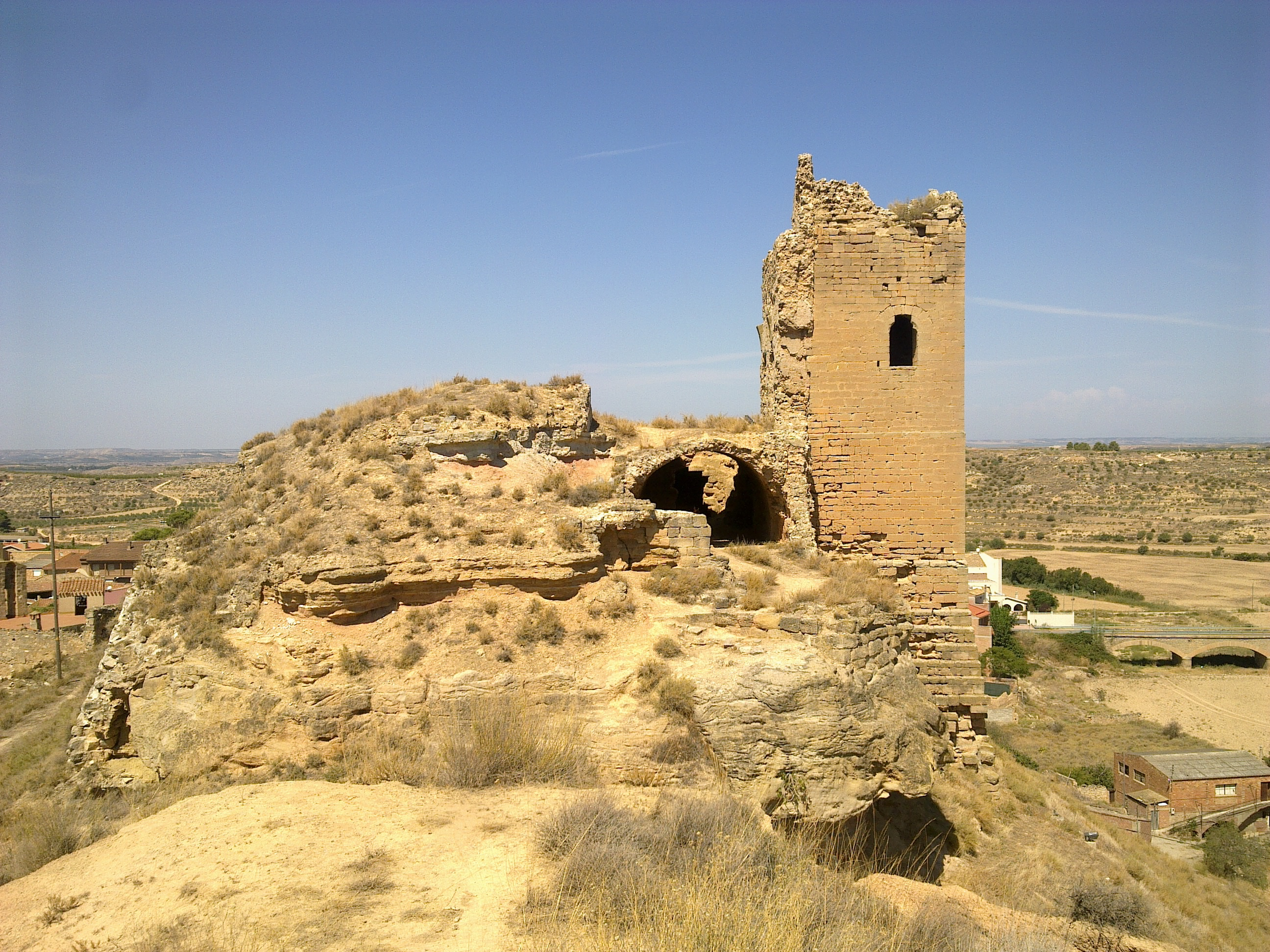
Burgruine von Sarroca
- Marienkirche

- Burgruine von Sarroca